# Phorbia melania
Phorbia melania este o specie de muște din genul Phorbia, familia Anthomyiidae, descrisă de Ackland și Verner Michelsen în anul 1986.
Este endemică în Denmark. Conform Catalogue of Life specia Phorbia melania nu are subspecii cunoscute.